# Dichaea hystricina
Dichaea hystricina är en orkidéart som beskrevs av Heinrich Gustav Reichenbach. Dichaea hystricina ingår i släktet Dichaea och familjen orkidéer. Inga underarter finns listade i Catalogue of Life.